# Gio Linh (xã)
Gio Linh là một xã thuộc tỉnh Quảng Trị, Việt Nam được thành lập vào 16 tháng 6 năm 2025 từ việc hợp nhất thị trấn Gio Linh, xã Gio Quang, xã Gio Mỹ, xã Phong Bình.

## Địa lý
Thị trấn Gio Linh có vị trí địa lý:
- Phía đông giáp các xã Gio Mỹ, Gio Mai
- Phía nam và tây nam giáp xã Gio Châu
- Phía bắc và tây bắc giáp xã Phong Bình

Thị trấn Gio Linh có diện tích 7,53 km², dân số năm 1999 là 7.002 người, mật độ dân số đạt 930 người/km².

## Hành chính
Thị trấn Gio Linh được chia thành 9 khu phố: 1, 2, 3, 4, 5, 6, 7, 8, 9.

## Lịch sử
Thời Pháp thuộc, tỉnh Quảng Trị có 6 huyện: Hải Lăng, Triệu Phong, Gio Linh, Vĩnh Linh, Cam Lộ, Hướng Hoá. Địa bàn thị trấn Gio Linh ngày nay thuộc huyện Gio Linh, là trung tâm huyện lỵ của huyện.
Sau Cách mạng tháng 8 năm 1945, địa bàn thị trấn Gio Linh ngày nay thuộc địa phận 2 xã Linh Giang và Linh Phong.
Tháng 4 năm 1949, hai xã Linh Giang và Linh Phong sáp nhập lại thành xã Linh Châu thuộc huyện Gio Linh, tỉnh Quảng Trị.
Từ năm 1954 đến 1975, Gio Linh thuộc Việt Nam Cộng hoà, được chia thành hai quận: Gio Linh và Trung Lương. Xã Linh Châu được đổi tên thành Gio Lễ thuộc huyện Gio Linh, tỉnh Quảng Trị.

### Từ năm 1976 đến nay
Từ năm 1976 đến 1993, xã Gio Lễ chia thành hai xã: Gio Châu và Gio Phong, thuộc huyện Bến Hải, tỉnh Bình Trị Thiên (sau là Quảng Trị).
Năm 1990, huyện Bến Hải tách thành hai huyện Gio Linh và Vĩnh Linh.
Ngày 1 tháng 8 năm 1994, thị trấn Gio Linh được thành lập trên cơ sở một phần diện tích và dân số của các làng: Hà Thượng, Lạc Tân, Lan Đình, Tân Lịch, Hà Trung thuộc các xã: Gio Châu, Phong Bình.
Ngày 16 tháng 6 năm 2025, Ủy ban Thường vụ Quốc hội ban hành Nghị quyết số 1680/NQ-UBTVQH15 về việc sắp xếp các đơn vị hành chính cấp xã của tỉnh Quảng Trị năm 2025. Theo đó, sắp xếp toàn bộ diện tích tự nhiên, quy mô dân số của thị trấn Gio Linh, xã Gio Quang, xã Gio Mỹ, xã Phong Bình thành xã mới có tên gọi là xã Gio Linh.

## Di tích
Đình làng Hà Thượng
Thị trấn Gio Linh có đình làng Hà Thượng, được xây dựng vào năm 1690. Theo đánh giá của các nhà nghiên cứu về mặt niên đại cũng như kiến trúc mỹ thuật thì đình làng Hà Thượng được coi là đình làng cổ nhất Quảng Trị và độc đáo nhất khu vực miền Trung.
Đình làng Hà Thượng nằm trên một khu đất rộng hơn 8 nghìn mét vuông. Ngay trước cổng đình lại là khu đất chợ Cầu ngày xưa. Chợ Cầu vốn được lập vào năm 1667 dưới thời Chúa Nguyễn và 23 năm sau khi có chợ Cầu, người dân Hà Thượng mới cất dựng đình làng.